# آی‌پی پاک
آی‌پی پاک یا تمیز، به آدرس آی‌پی گفته می‌شود که سانسورچی اینترنت آن را فیلتر نکرده است. بنابراین، می‌توان روی آن وی‌پی‌اِن نصب کرد و از راه آن به اینترنت آزاد دسترسی داشت.
در کشورهایی که اینترنت فیلتر می‌شود، آدرس آی‌پی وی‌پی‌ان‌ها هم بدست سانسورچی شناسایی می‌شود و برای جلوگیری از دسترسی شهروندان به اینترنت آزاد، همهٔ بسته‌هایی که به آن آدرس فرستاده می‌شوند فیلتر می‌شوند. سازندگان وی‌پی‌ان، هنگامی که سروری برای ساخت وی‌پی‌ان فراهم می‌کنند، باید پیش از هر کاری، آدرس آی‌پی آن را در چند فراهم‌کنندهٔ اینترنت در کشوری که کاربران وی‌پی‌ان آنجا هستند آزمایش کنند تا آسوده‌خاطر باشند که پس از ساخت سرور وی‌پی‌ان، دسترسی به آن برای کاربران درون کشور سانسورچی شدنی است.